# Вирус геморрагической лихорадки Крым-Конго
Вирус Конго-крымской геморрагической лихорадки (лат. Crimean-Congo hemorrhagic fever orthonairovirus, ранее Crimean-Congo hemorrhagic fever virus) относится к роду Orthonairovirus (семейства Nairoviridae) порядка Bunyavirales из группы арбовирусов. Является возбудителем Конго-крымской геморрагической лихорадки.

## История изучения
Вирус открыт в 1945 году Михаилом Петровичем Чумаковым в Крыму при исследовании крови больных солдат и переселенцев, заболевших при проведении работ по уборке сена, и получил название вируса крымской геморрагической лихорадки (Crimean hemorrhagic fever virus). В 1956 году в Бельгийском Конго из крови заболевшего мальчика был выделен аналогичный по антигенному составу вирус. Возбудитель получил название вируса Конго (Congo virus). В 1981 году виды объединили под названием Crimean-Congo hemorrhagic fever virus, поместив в род Nairovirus семейства Bunyaviridae. В 2017 году при создании порядка Bunyavirales название было изменено на Crimean-Congo hemorrhagic fever orthonairovirus, как почти у всех входящих в новый порядок видов.

## Описание
Вирионы сферические, диаметр 92—96 нм, окружены липидосодержащей оболочкой. Наиболее чувствительны к вирусу культуры клеток почек эмбриона свиней, сирийских хомячков и обезьян. Плохо устойчив в окружающей среде. При кипячении вирус погибает мгновенно, при 37 °С — через 20 часов, при 45 °С — через 2 часа. В высушенном состоянии вирус остается жизнеспособным свыше 2 лет. В пораженных клетках локализуется преимущественно в цитоплазме.